# Antoni Quintana Garau
Antoni Quintana Garau   (Palma, 1884 - 1935) va ser un professor, empressari i polític mallorquí.
L'any 1909 va ser el candidat a les eleccions municipals a l'Ajuntament de Palma pel grup regionalista L'Espurna, sense aconseguir l'acta de regidor. Posteriorment, el 1919 es presentà pel Partit Regionalista amb èxit.
Va ser President de l'Orfeó Mallorquí entre 1925 i 1935 i secretari de l'Associació per la Cultura de Mallorca.
De professió professor mercantil, va ser catedràtic de comptabilitat de l'Escola de Comerç de Palma i impulsor de diversos projectes empresarials